# Thales Lima Cruz
Thales Lima Cruz, oder einfach Thales (* 20. Februar 1989 in Iturama), ist ein brasilianischer Fußballspieler.

## Karriere
Thales spielte bis Mitte 2016 bei Camboriú FC in Camboriú. Über Grêmio Barueri und EC Taubaté wechselte er 2009 nach Japan, wo er sich Roasso Kumamoto anschloss. Der Club aus der Präfektur Kumamoto spielte in der zweiten Liga des Landes, der J2 League. Bei Roasso stand er bis Mitte 2010 unter Vertrag. Im Juli ging er wieder nach Brasilien zurück und schloss sich AE Velo Clube Rioclarense aus Rio Claro im Bundesstaat São Paulo an. Über die brasilianischen Stationen Osasco FC, Atlético Cajazeirense, CA Metropolitano, CE Naviraiense und Grêmio Maringá wechselte er 2017 nach Thailand. Hier unterschrieb er einen Vertrag beim Samut Sakhon FC. Der Club aus Samut Sakhon spielte in der dritten Liga, der Thai League 3. Nach einem Jahr verließ er Samut Sakon. Der brasilianische Club Ríver AC nahm ihn bis Mitte 2018 unter Vertrag. Mit dem Verein aus Teresina belegte er den zweiten Platz der Campeonato Piauiense. Im Juni 2018 wechselte er wieder nach Thailand. Der Drittligist Phrae United FC aus Phrae nahm ihn für die Rückserie unter Vertrag. 2019 ging er nach Khon Kaen. Hier schloss er sich dem Zweitligisten Khon Kaen FC an. Nach der Hinserie wurde der Vertrag aufgelöst. Von Mitte 2019 bis Ende 2019 war Thales vertrags- und vereinslos. Anfang 2020 verpflichtete ihn der Drittligist Pattani FC aus Pattani. Nach zwei Drittligaspielen wechselte am 1. Juli 2020 zum Zweitligisten Uthai Thani FC nach Uthai Thani. Für Uthai Thani stand er neunmal in der zweiten Liga auf dem Spielfeld. Ende Dezember 2020 verpflichtete ihn der Ligakonkurrent Udon Thani FC aus Udon Thani. Nach 30 Zweitligaspielen für Udon Thani wechselte er nach der Hinrunde 2021/22 im Dezember 2021 zum Ligakonkurrenten Lamphun Warriors FC. Am Ende der Saison feierte er mit dem Verein aus Lamphun die Meisterschaft der zweiten Liga und den Aufstieg in die erste Liga. Mit insgesamt 22 Toren (Udon Thani FC: 13 Tore, Lamphun Warriors FC: 9 Tore) wurde er Torschützenkönig der Liga. Nach der guten Spielzeit wurde sein Vertrag im Juni 2022 verlängert. Jedoch kam er in der neuen Saison bis zur Winterpause nur noch in einem Ligaspiel zum Einsatz und so wurde der Vertrag zum Jahreswechsel wieder aufgelöst.

## Erfolge
Ríver AC
- Campeonato Piauiense: 2018 (2. Platz)

Lamphun Warriors FC
- Thai League 2: 2021/22  ▲

## Auszeichnungen
Thai League 2
- Torschützenkönig: 2021/22

## Sonstiges
Thales ist der Burder von Mateus Lima.